# Зеяд Ішаіш
Зеяд Ішаіш (араб. زياد عشيش, 23 жовтня 1998, Амман) — йорданський боксер, призер Азійських ігор і чемпіонату Азії.

## Аматорська кар'єра
2018 року, здобувши дві перемоги і програвши у півфіналі Асланбеку Шимбергенову (Казахстан) — 0-5, став бронзовим призером Азійських ігор.
На чемпіонаті Азії 2019 здобув дві перемоги і програв у чвертьфіналі Бобо-Усмон Батурову (Узбекистан) — 0-5.
2020 року став переможцем кваліфікаційного олімпійського турніру з боксу Азії та Океанії. На Олімпійських іграх 2020 програв у першому бою Мервену Клейру (Маврикій) — 2-3.
На чемпіонаті світу 2021 здобув три перемоги, у тому числі в першому бою над Роніелем Іглесіасом (Куба) — 5-0, а у чвертьфіналі програв Албану Бекірі (Албанія) — 1-4.
2022 року, здобувши три перемоги, програв у фіналі Асланбеку Шимбергенову (Казахстан) — 2-3 і став срібним призером чемпіонату Азії.
На чемпіонаті світу 2023 програв у першому бою. На Азійських іграх 2022, що через пандемію коронавірусної хвороби пройшли 2023 року, програв в другому бою.
Кваліфікувався на Олімпійські ігри 2024 на другому світовому кваліфікаційному турнірі 2024 року. На Олімпійських іграх 2024 переміг Асланбека Шимбергенова (Казахстан) і Севона Окадзава (Японія) та програв Льюїсу Річардсону (Велика Британія).